# Musse Piggs rival
Musse Piggs rival (engelska: Mickey's Rival) är en amerikansk animerad kortfilm med Musse Pigg från 1936.

## Handling
Musse Pigg och Mimmi Pigg har en lugn och stillsam picknick, när någon plötsligt kommer farandes i sportbil. Det är Mortimer som Mimmi var ihop med innan hon träffade Musse. Detta gör Musse avundsjuk.

## Om filmen
Filmen är den 84:e Musse Pigg-kortfilmen som producerades och den femte som lanserades år 1936.
Själva namnet "Mortimer" var det namn som Walt Disney från början tänkte använda till Musse Pigg, men hans fru ansåg att det namnet inte passade som istället föreslog namnet "Mickey" (som är Musses engelska namn). "Mortimer" fick istället bli Musses rival.
Mortimer blev sedan en mer återkommande figur i tv-serierna Musses verkstad och Hos Musse, varav den förstnämnda sändes första gången år 1999, 63 år efter filmen.

### Svensk distribution
Filmen hade svensk premiär den 18 maj 1937 på biografen Spegeln i Stockholm och gick då under titeln Mickeys rival. Vid samma tillfälle visades ytterligare en kortfilm av Disney; Livet på landet.
Filmen hade sedan en nypremiär den 9 oktober 1938 och visades på biografen Svarta katten som också ligger i Stockholm. Denna gång gick filmen under titeln Musse Piggs rival.
Filmen finns utgiven på VHS och DVD med titeln Musses rival och finns sedan 1997 dubbad till svenska.

## Rollista
| Roll       | Originalröst      | Svensk röst     |
| Musse Pigg | Walt Disney       | Anders Öjebo    |
| Mimmi Pigg | Marcellite Garner | Åsa Bjerkerot   |
| Mortimer   | Sonny Dawson      | Johan Hedenberg |